# Иридион
„Иридион“ е драма от полския писател Зигмунт Крашински, написана през 1835 година и издадена през 1836 година в Париж.
Крашински не е могъл да бъде безразличен към въпросите за политическите проблеми, актуализирани от въстанието и неговите последици, от нелегалната дейност на емисарите и съзаклятниците и с тях се заема в „Иридион“. Литературните подбуди за написването на творбата идват от разказа на Мицкевич „Конрад Валенрод“.
Изборът на тема от историята на Древния Рим дава възможност на младия поет не само да блесне с изключителната си ерудиция, опряна върху познанието на класици на историографията като Гибон, но и да придаде на цялостната картина могъща историографска визия, която изяснява ролята на „вечния град“ в историята на европейската култура.
„Иридион“ представлява естествено допълнение на „Небожествена комедия“, което въвежда проблеми със световно значение, като едновременно с това създава и своеобразно полско звучене и значение. Засяга упадъка на Римската империя и далечните последици от тази политическа катастрофа за бъдещето на цяла Европа.

## Сюжет
Главният герой е Иридион Амфилохид – син на героичен грък и красива скандинавка. По-късно бащата генерал желае да настани сина си в двореца на Николай I.
Възпитан от довереника на своя баща Масиниса като отмъстител за покорената от Рим Елада, по рода на майка си Иридион е потомък на крале, с които римската държава никога напълно не е могла да се справи и които след векове ще сложат край на нейното съществуване. Благодарение на това двойно наследство Иридион стои на границата между славното минало на разбойническата империя и нейното безславно бъдеще, което, оставайки верен на бащината си повеля, той се стреми да ускори. Любимец на некадърния император, чиито симпатии спечелва с голяма жертва – дава му собствената си сестра, Иридион замисля заговор, който трябва да разори Рим. Но получената от императора най-висока власт и популярността му сред германските отряди се оказват недостатъчни за да смаже силите на римските патриоти и техният кандидат за трона. По съвет на Масиниса Иридион привлича с хитрост част от обитателите на катакомбите – християните за изпълнението на своя план (слага маска на месия и проповядва, че е време християните да излязат и да играят активна роля в живота на Рим), но това се оказва недостатъчно. Превратът не успява, съзаклятникът губи, побеждава предполагаемият възкресител на величието на империята – Александър Север.
Трагичната история на неуспелия заговор е любим мотив на много поети, като се започне от Шилер. Крашински пресъздава с такава археологическа, историческа и психологическа точност, че „Иридион“ принадлежи към най-високите световни постижения сред произведенията, построени върху римски мотиви, и може да се сравнява с драмите на Шекспир „Юлий Цезар“ или „Кориолан“.
Диалогът на Иридион и прависта Улпиан принадлежи към най-високите постижения в драматургията. Авторът не се е ограничил само с историята на гръко-датския заговорник и политическата страна от историята на Рим, а е отишъл по-надалеч и по-надълбоко, като въвежда историята с християните, която е решаваща за неуспеха на Иридион.
Поражението на младия бунтовник е триумф за Масиниса, който по този нячин довежда до разцепление сред християните, след като Иридион им вкарва бацила на политиката, който унищожава евангелската концепцияза царство с неземен призход и превръща властта на папата в също толкова противна институция, колкото противно е и поведението на жестоките светски князе. Тук Крашински въвежда и един малко познат разказ, опитващ се да обясни първородния грях с отмъщние на сатаната. Бог решава да засели земите, които трябва да бъдат напуснати от разбунтувалите се ангели, с най-съвършеното си творение – хората. За да унизи могъщия победител, сатаната откъсва от него човека, като го довежда до първородния грях. Със своите мъки Христос е трябвало да заличи този грях. Но дали го е заличил? Точно тук авторът на „Иридион“ излиза с нова и собствена концепция за повторния грях, който заличава жертвата на Христос и неговия принцип, за царството с неземен произход.
За такъв грях той посочва навлизането на папската институция във водовъртежа на светската политика, замяната на кръста с меч и търсейки момента, в който е допуснат този грях, той прави усилия да го покаже в „Иридион“. Същите тези актуални въпроси, които Словацки заклеймява в „Кордиан“, т.е. изявлението на Григорий XVI, което осъжда Ноемврийското въстание.

## Характеристика
Тези широки и общочовешки хоризонти, прибавени към прекрасната и хармонична проза, допринасят за изключителната поетическа стойност на „Иридион“, едно от най-високите постижения на романтизма в световната литература.
В рамите на творбата се обединява въпросът за възвръщането на свободата на Полша с една по-просторна тематика, обхващаща проблемите на християнството или по-точно – католицизма, представен чрез папската институция.